# 基策爾湖
48°00′46″N 11°51′31″E / 48.012778°N 11.858611°E

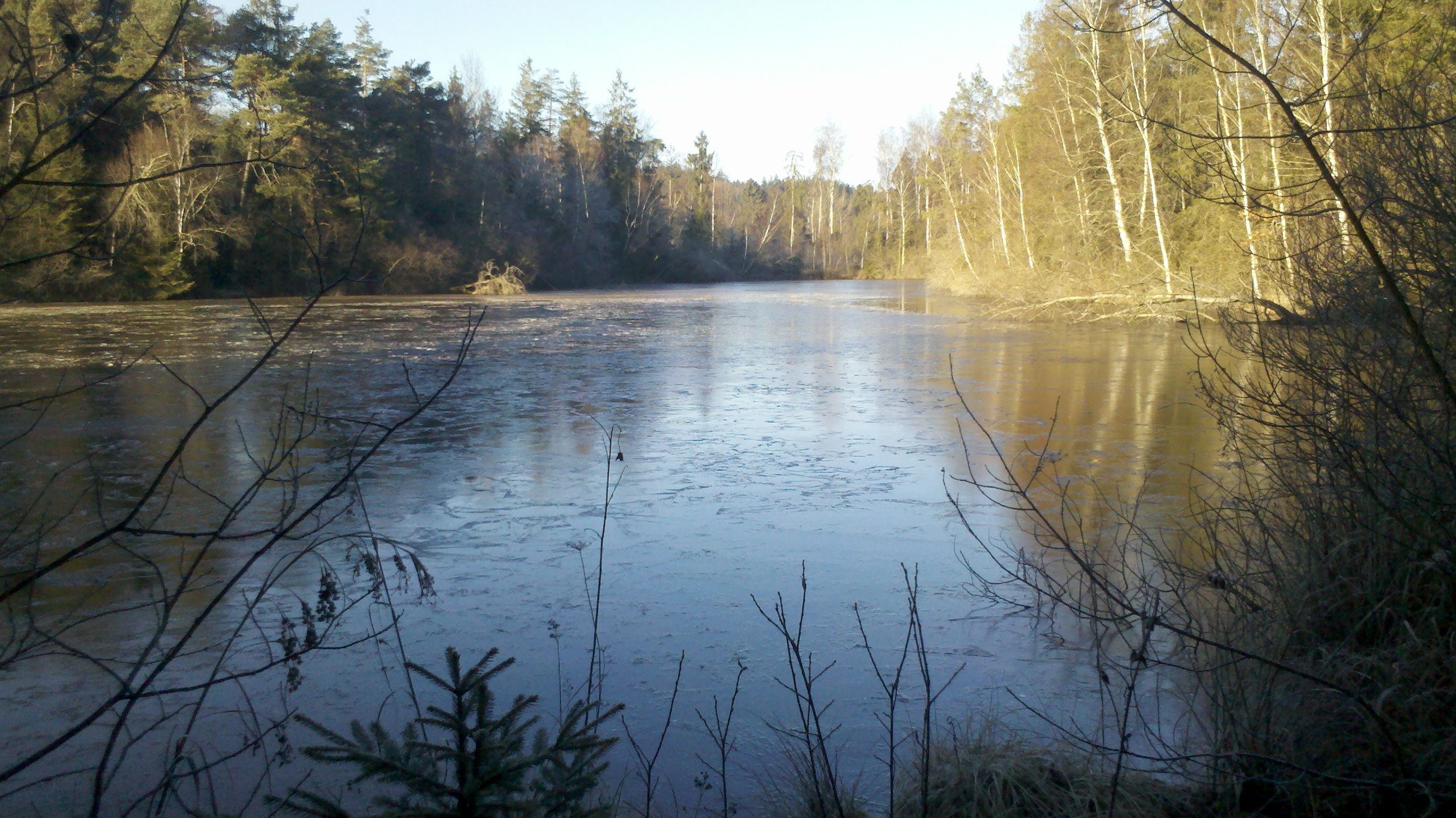

基策爾湖（德語：Kitzelsee），是德國的湖泊，位於該國東南部，由巴伐利亞州負責管轄，處於埃伯斯貝格縣，長0.2公里、寬0.1公里，面積0.01平方公里，海拔高度577米，最大水深4米。